# 安乐镇 (潼关县)
安乐镇，是中华人民共和国陕西省渭南市潼关县一个已撤销的乡级行政区。
2013年，陕西省民政厅批复同意撤销撤销安乐乡，设立安乐镇。
2015年，陕西省民政厅批复同意撤销安乐镇，将其所辖行政区域划归城关街道。